# Флаги Пензенской области
Список флагов муниципальных образований Пензенской области Российской Федерации.
На 1 января 2016 года в Пензенской области насчитывалось 325 муниципальных образований — 3 городских округа, 27 муниципальных районов, 24 городских поселения и 271 сельское поселение.

## Флаги городских округов
| Флаг | Наименование                                    | Дата утверждения | Номер в ГГР |
| ---- | ----------------------------------------------- | ---------------- | ----------- |
|      | Флаг муниципального образования «Город Пенза»   | 21 сентября 2004 | 1611        |
|      | Флаг ЗАТО города Заречного                      | 21 февраля 2006  | 2222        |
|      | Флаг муниципального образования города Кузнецка | 28 сентября 2006 | 2636        |

## Флаги муниципальных районов
| Флаг | Наименование                                        | Дата утверждения | Номер в ГГР |
| ---- | --------------------------------------------------- | ---------------- | ----------- |
|      | Флаг муниципального образования Башмаковский район  | 21 ноября 2006   | 2772        |
|      | Флаг муниципального образования «Бековский район»   | 1 марта 2007     | 3167        |
|      | Флаг муниципального образования Белинский район     | 18 декабря 2006  | 2753        |
|      | Флаг муниципального образования Бессоновский район  | 26 сентября 2006 | 2763        |
|      | Флаг муниципального образования Вадинский район     | 13 апреля 2007   | 3307        |
|      | Флаг муниципального образования Городищенский район | 27 марта 2007    | 3169        |
|      | Флаг муниципального образования Земетчинский район  | 13 ноября 2006   | 2776        |
|      | Флаг муниципального образования Иссинский район     | 31 августа 2006  | 2503        |
|      | Флаг муниципального образования Каменский район     | 29 марта 2007    | 3176        |
|      | Флаг муниципального образования Камешкирский район  | 21 ноября 2006   | 3157        |
|      | Флаг муниципального образования Колышлейский район  | 2 ноября 2006    | 2770        |
|      | Флаг муниципального образования Кузнецкий район     | 3 ноября 2006    | 2751        |
|      | Флаг муниципального образования Лопатинский район   | 2 марта 2007     | 3464        |
|      | Флаг муниципального образования Лунинский район     | 12 октября 2006  | 2609        |

| Флаг | Наименование                                           | Дата утверждения | Номер в ГГР |
| ---- | ------------------------------------------------------ | ---------------- | ----------- |
|      | Флаг муниципального образования Малосердобинский район | 7 октября 2006   | 2852        |
|      | Флаг муниципального образования Мокшанский район       | 9 октября 2006   | 2552        |
|      | Флаг муниципального образования Наровчатский район     | 20 октября 2006  | 2755        |
|      | Флаг муниципального образования Неверкинский район     | 14 ноября 2006   | 3434        |
|      | Флаг муниципального образования Нижнеломовский район   | 1 марта 2007     | 3161        |
|      | Флаг муниципального образования Никольский район       | 14 ноября 2006   | 3433        |
|      | Флаг муниципального образования Пачелмский район       | 8 июня 2007      | 3415        |
|      | Флаг муниципального образования Пензенский район       | 29 января 2007   | 3446        |
|      | Флаг муниципального образования Сердобский район       | 27 апреля 2007   | 3309        |
|      | Флаг муниципального образования Сосновоборский район   | 26 марта 2007    | 3174        |
|      | Флаг муниципального образования Спасский район         | 12 декабря 2006  | 2854        |
|      | Флаг муниципального образования Тамалинский район      | 21 марта 2006    | 2264        |
|      | Флаг муниципального образования Шемышейский район      | 21 сентября 2006 | 2774        |

## Флаги городских поселений
| Флаг | Наименование                                                                     | Дата утверждения | Номер в ГГР |
| ---- | -------------------------------------------------------------------------------- | ---------------- | ----------- |
|      | Флаг муниципального образования «Рабочий посёлок Башмаково» Башмаковского района | 21 ноября 2006   | 2757        |
|      | Флаг муниципального образования «рабочий посёлок Беково» Бековского района       | 5 марта 2007     | 3163        |
|      | Флаг городского поселения Белинский Белинского района                            | 18 июля 2006     | 2655        |
|      | Флаг муниципального образования рабочего посёлка Земетчино Земетчинского района  | 8 ноября 2006    | 2759        |
|      | Флаг городского поселения «Рабочий посёлок Исса» Иссинского района               | 27 декабря 2006  | 3159        |
|      | Флаг муниципального образования город Каменка Каменского района                  | 25 апреля 2007   | 3178        |
|      | Флаг городского поселения «Рабочий посёлок Колышлей» Колышлейского района        | 31 августа 2006  | 2605        |
|      | Флаг муниципального образования «Рабочий посёлок Лунино» Лунинского района       | 30 августа 2006  | 2563        |
|      | Флаг муниципального образования «Рабочий посёлок Мокшан» Мокшанского района      | 5 сентября 2006  | 2543        |

| Флаг | Наименование                                                                          | Дата утверждения | Номер в ГГР |
| ---- | ------------------------------------------------------------------------------------- | ---------------- | ----------- |
|      | Флаг муниципального образования город Нижний Ломов Нижнеломовского района             | 20 декабря 2006  | 2844        |
|      | Флаг муниципального образования город Никольск Никольского района                     | 7 ноября 2006    | 2778        |
|      | Флаг муниципального образования «Рабочий посёлок Пачелма» Пачелмского района          | 9 апреля 2007    | 3447        |
|      | Флаг городского поселения город Сердобск Сердобского района                           | 29 января 2007   | 3155        |
|      | Флаг муниципального образования «Рабочий посёлок Сосновоборск» Сосновоборского района | 30 марта 2007    | 3452        |
|      | Флаг муниципального образования город Спасск Спасского района                         | 31 октября 2006  | 2747        |
|      | Флаг муниципального образования «Рабочий посёлок Тамала» Тамалинского района          | 28 мая 2007      | 3418        |
|      | Флаг муниципального образования «Рабочий посёлок Шемышейка» Шемышейского района       | 13 октября 2006  | 2768        |

## Флаги сельских поселений
| Флаг | Наименование                                                                  | Дата утверждения | Номер в ГГР |
| ---- | ----------------------------------------------------------------------------- | ---------------- | ----------- |
|      | Флаг муниципального образования «Бессоновский сельсовет» Бессоновского района | 31 января 2007   | 3171        |
|      | Флаг муниципального образования «Вадинский сельсовет» Вадинского района       | 15 сентября 2006 | 3246        |
|      | Флаг муниципального образования «Кондольский сельсовет» Кондольского района   | 18 сентября 2006 | 2761        |
|      | Флаг муниципального образования «Лопатинский сельсовет» Лопатинского района   | 27 марта 2007    | 3165        |

| Флаг | Наименование                                                                          | Дата утверждения | Номер в ГГР |
| ---- | ------------------------------------------------------------------------------------- | ---------------- | ----------- |
|      | Флаг муниципального образования «Малосердобинский сельсовет» Малосердобинского района | 30 октября 2006  | 2848        |
|      | Флаг муниципального образования «Наровчатский сельсовет» Наровчатского района         | 8 сентября 2006  | 2749        |
|      | Флаг муниципального образования «Неверкинский сельсовет» Неверкинского района         | 10 ноября 2006   | 2765        |
|      | Флаг муниципального образования Русско-Камешкирский сельсовет Камешкирского района    | 10 ноября 2006   | 2850        |

## Упразднённые флаги
| Флаг | Наименование               | Дата утверждения | Дата отмены     |
| ---- | -------------------------- | ---------------- | --------------- |
|      | Флаг ЗАТО города Заречного | 30 ноября 2000   | 21 февраля 2006 |